# Cyathea lamoureuxii
Cyathea lamoureuxii är en ormbunkeart som beskrevs av W.N.Takeuchi. Cyathea lamoureuxii ingår i släktet Cyathea och familjen Cyatheaceae. Inga underarter finns listade.